# Flash Travel
Flash Travel est une ancienne chaîne belge d'agences de voyages.
Au début des années 2010, le réseau comportait environ 60 agences répertoriées sur le territoire belge mais en 2012 l'entreprise éprouve des difficultés et fait finalement faillite. Certaines agences changent d'enseigne et rejoignent d'autres groupes.